# Dorota Kolak
Dorota Kolak (tên khác: Dorota Małgorzata Kolak-Michalska, sinh ngày 20 tháng 6 năm 1957 tại Kraków) là một diễn viên sân khấu, diễn viên điện ảnh, và diễn viên truyền hình người Ba Lan.

## Tiểu sử
Dorota Kolak tốt nghiệp Học viện Nghệ thuật Sân khấu Quốc gia AST ở Kraków vào năm 1980. Bà nổi tiếng với các vai chính trong sê-ri phim truyền hình Ba Lan như:  Radio Romans (1994–1995) và Pensjonat pod Różą (2004–2006).
Dorota Kolak hai lần đoạt Giải Sư tử vàng ở hạng mục Nữ diễn viên phụ xuất sắc nhất tại Liên hoan phim Ba Lan ở Gdynia nhờ vào hai bộ phim: Jestem twój (2009) và Zjednoczone stany miłości (2016). Phim Zabawa zabawa (2018) cũng giúp Dorota Kolak giành giải thưởng ở hạng mục Nữ diễn viên chính xuất sắc nhất tại Liên hoan Diễn xuất (FAF).
Dorota Kolak hai lần được Bộ Văn hóa và Di sản Quốc gia (Ba Lan) trao tặng Huy chương Công trạng về văn hóa - Gloria Artis (một huy chương bạc vào năm 2008 và một huy chương vàng vào năm 2018) vì những cống hiến lớn lao cho văn hóa và nghệ thuật của đất nước Ba Lan.

## Đời tư
Dorota Kolak kết hôn với nam diễn viên Igor Michalski. Con gái của cặp đôi là nữ diễn viên Katarzyna Z. Michalska (sinh năm 1985).

## Thành tích nghệ thuật
Dưới đây liệt kê một số phim điện ảnh và phim truyền hình nổi bật có sự góp mặt của Dorota Kolak:
- 1994–1995: Radio Romans – Wanda Kreft
- 1997: Drugi brzeg
- 1998: Cudze szczęście
- 2001–2002: Marzenia do spełnienia – Lucyna Pałucka
- 2003: Na dobre i na złe
- 2004: Vinci – Triệu phú Barbara Sykalska
- 2004–2006: Pensjonat pod Różą – Bożena Górska
- 2006: Strajk – Die Heldin von Danzig
- Từ 2007: Barwy szczęścia – Anna Marczak
- 2008: Londyńczycy
- 2008: Ile waży koń trojański?
- 2009: Jestem Twój – Irena
- 2010: Usta usta – Irena
- 2010–2011: Hotel 52 – Maria Górska
- 2011–2013: Przepis na życie – Irena Adamowicz
- 2012: Paradoks – Maria Zawadowa
- 2012: Miłość jako
- 2013: Dzień kobiet – Maryla
- 2013: To nie koniec świata – Irmina
- od 2013: Przyjaciółki – Stefania Markiewicz
- 2013: Głęboka woda – Kamila
- 2013: Chce się żyć –  Zofia Rosińska
- 2014–2015: Zbrodnia
- 2014: Kebab i horoskop
- 2015: Prokurator – Janina Chorko
- 2015: Web Therapy – Teresa
- 2016: Zjednoczone stany miłości – Renata
- 2016: Powidoki
- 2016: Mały Jakub
- 2017: Konwój – Nowacka
- 2017: Sztuka Kochania. Historia Michaliny Wisłockiej
- 2017: Gotowi na wszystko. Exterminator – Ziomecka
- 2017: 53 wojny
- 2018: Narzeczony na niby – Anna
- 2018: Plan B – Barbara Wojtowicz
- 2018: Nielegalni
- 2018: Zabawa zabawa – Teresa Malicka
- 2018: 1983
- 2019: Ciemno, prawie noc – Maria Waszkiewicz
- 2019: Pod powierzchnią – Teresa Gajewska
- 2019: 1800 gramów – Zofia Wysocka
- 2020: W głębi lasu